# Karl-Gustaf Björk
Karl-Gustaf Hilding Björk, född 22 november 1906 i Visby, död 23 december 1984 i Karl Johans församling i Göteborg, var en svensk medeldistanslöpare. Han tävlade för IFK Göteborg.
Björk vann SM på 800 meter 1931. Han är gravsatt i minneslunden på Västra kyrkogården i Göteborg.